# Уорсли, Фрэнк
Фрэнк А́ртур Уо́рсли (англ. Frank Arthur Worsley; 1872—1943) — моряк, участник Имперской трансантарктической экспедиции (1914—1917) под руководством Эрнеста Шеклтона (капитан «Эндьюранс»), участник экспедиции Шеклтона на Квесте (1921—1922).

## Биография
Фрэнк Уорсли родился в Акароа, Новая Зеландия, 22 февраля 1872 года. В 1888 году в возрасте 16-ти лет нанялся в торговый флот. В 1902 году был призван в резерв Британского ВМФ, год прослужил на HMS Swiftsure, после чего вернулся в торговый флот.
В 1914 году Уорсли был зачислен на должность капитана «Эндьюранс» в Имперскую трансантарктическую экспедицию Шеклтона, задачей которой было пересечение Антарктиды от моря Уэдделла до моря Росса. После того, как «Эндьюранс» был раздавлен льдами в море Уэдделла, Шеклтон и его команда на трёх спасательных шлюпках, одной из которых командовал Уорсли, добралась до острова Мордвинова (Элефант) в 100 милях от Антарктического полуострова. После этого он вместе с Шеклтоном, Томом Крином, Чиппи Макнишем, Тимом Маккарти и Джоном Винсентом с целью спасения команды Эндьюранс в условиях наступающей зимы совершили самое невероятное в истории плавание протяженностью в 800 миль (1500 км) на спасательной шлюпке «Джеймс Кэрд» от острова Мордвинова до острова Южная Георгия через самый опасный океан на Земле — южную часть Атлантики, печально известные «неистовые пятидесятые». Его исключительные навыки и опыт в навигации стали решающими для всего успеха этого невероятного путешествия.
После плавания на «Джеймсе Кэрд» Уорсли с Шеклтоном и Томом Крином совершили 36-часовое безостановочное путешествие через горы и ледники Южной Георгии, чтобы добраться до китобойной станции Стрёмнесс и отправиться на помощь своим товарищам.
После спасения оставшихся на острове Мордвинова Уорсли вместе с Шеклтоном отправился в Южную Зеландию для спасения второй группы участников экспедиции — партии в море Росса, чья эпопея оказалась не менее трагична. Как и большинство участников экспедиции, Фрэнк Уорсли, после её завершения, был награждён Полярной медалью.
После экспедиции Фрэнк Уорсли был призван в ВМФ Великобритании и принимал участие в боевых действиях во время первой мировой войны. Командовал «Q boats» (замаскированным под торговое судно противолодочным кораблем) PC.61, который 26 сентября 1917 года уничтожил немецкую подводную лодку SM UC-33. За уничтожение UC-33 Уорсли был награждён орденом «За выдающиеся заслуги». После войны принял участие в экспедиции Шеклтона (1921—1922) на Квесте. В 1925 году участвовал в арктической экспедиции на Землю Франца-Иосифа, в 1935 году в экспедиции по поиску сокровищ на Кокосовых Островах.
После экспедиции Шеклтона в 1940 году Фрэнк Уорсли опубликовал книгу «Путешествие Шеклтона на лодке».
С 1939 года, после оставления морской службы, с переменным успехом (по причине преклонного возраста) предлагал свои услуги ВМФ Великобритании, с апреля 1942 года преподавал в Королевском военно-морском училище в Гринвиче вплоть до своей смерти в 1943 году от рака легких.

## Память
В честь Фрэнка Уорсли названы Вершина Уорсли (Южная Георгия), Залив Уорсли (Шпицберген), Мыс Уорсли (Британский сектор Антарктики), Ледопад Уорсли (территория Росса).
В память о великом соотечественнике в 2012 году в Новой Зеландии был снят фильм «Капитан Шеклтона».